# Moulin Rouge (Wien)

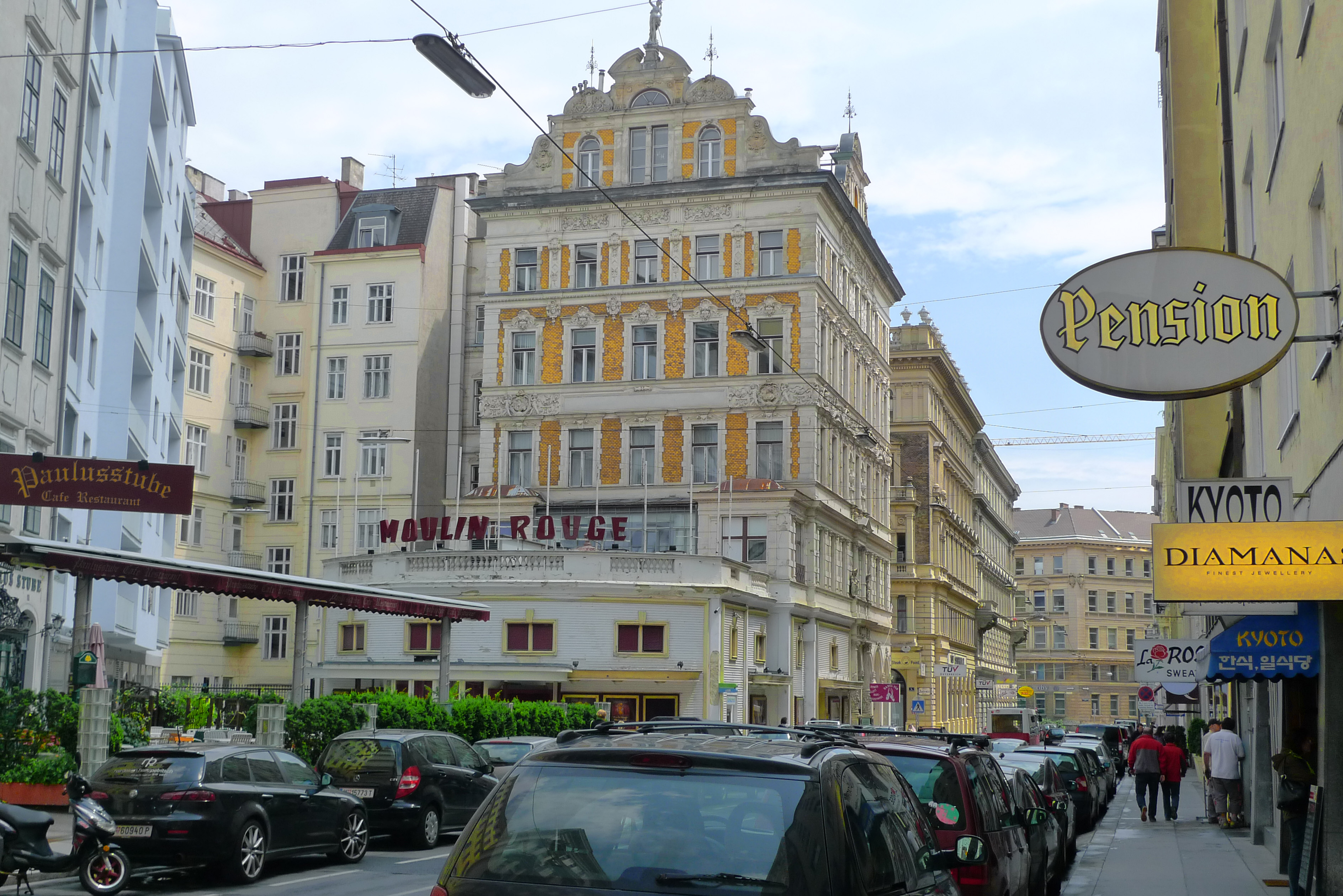
Das nach dem Krieg in der Walfischgasse 11 eröffnete letzte Wiener Moulin Rouge.

Ein Moulin Rouge in Wien gab es an drei historischen Standorten: Vor 1911 befand es sich in der Weihburggasse 11, von 1920 bis 1938 in der Weihburggasse 9 an der Ecke Liliengasse 3 und erst nach 1945 in der Walfischgasse 11 in der Inneren Stadt in Wien, wobei alle drei Standorte unterschiedliche Geschichten haben und institutionell nicht miteinander verbunden waren.

## Geschichte

### Moulin Rouge Liliengasse
1913 hieß die Lokalität Etablissement Grand Gala, bevor es über Palais de danse – Moulin Rouge in den 1930er-Jahren zur Revue-Bühne Moulin Rouge wurde. Die künstlerische Leitung hatten Fritz Grünbaum und Franz Engel inne.
Nachweisbar ist die 1932 von Carl Witzmann vorgenommene Neugestaltung des Innenraums.
1938 wurde aus dem Moulin Rouge das „Wiener Werkel“. Nach dem Krieg wurde das Theater mehrfach umbenannt, ehe es 1960 zum Theater im Zentrum wurde und unter diesem Namen seit 1964 vom Theater der Jugend geführt wird.

### Moulin Rouge Walfischgasse
1884 entstand nach der Regulierung der Walfischgasse anstelle von Stallungen ein Wohnhaus, dessen Eigentümer Graf Nikolaus Esterházy und ab 1911 Benjamin Mautner-Meisels waren. Später wurde an der Westseite des Gebäudes ein pavillonartig gestalteter Seitentrakt angebaut, in dem ein Etablissement untergebracht werden konnte. „Nicht nur der Bau, auch die Architektur hatte provisorischen Charakter, ein wenig Bühnenbild, nach außen gekehrt, ein wenig Geheimnis der Schaubude.“ (Friedrich Achleitner). Über das Bauwerk selbst und dessen Entstehung sind keine Informationen vorhanden. Eine Notiz aus 1909 über einen Anbau, bei dem als Bauherr und/oder Architekt Franz Quidenus genannt wird, könnte das Errichtungsdatum sein.
Während des Zweiten Weltkriegs befand sich hier das Kabarett Schiefe Laterne mit der angeschlossenen Rio Rita Bar. Eine am 8. April 1945 in das Dach eingeschlagene Bombe richtete keine größeren Schäden an. Nach dem Krieg entstand das Moulin Rouge in seiner heutigen Form als Varieté-Lokal mit einem Fassungsraum für 240 Personen.
1974 kaufte Heinz Werner Schimanko die Revue-Bar und betrieb sie bis Anfang der 1990er-Jahre. Weil „das [Moulin Rouge] seriös nicht mehr zu betreiben war“, verpachtete er es um 120.000 Schilling an Peter Zanoni. Dieser betrieb als Geschäftsführer der Moulin Rouge Casino- und Gastronomiebetriebsges. m.b. H die Immobilie als Kartencasino. Im April 2000 beantragte die Gesellschaft den Ausgleich. Schimanko als Eigentümer zeigte sich noch zuversichtlich, dass ein Ausgleich angenommen wird. Anfang Juli wurde jedoch der Anschlusskonkurs eröffnet. Die Schulden des noch bis Mai von Zanoni geführten Moulin Rouge Casino lagen bei 70 Millionen Schilling. Nachdem die Pachtzahlungen ausblieben, löste Schimanko den Vertrag. Damals interessierten sich zwei Investorengruppen, eine asiatische und eine österreichische, für die Immobilie um das Kartencasino weiterzuführen. Letztere betrieb schon Kartencasinos.
Bis zumindest Ende 2011 diente die Immobilie unter dem Namen Moulin Rouge Vienna als Lokal für Veranstaltungen und Clubbings. Betreiber war eine Milano Entertainment.
Im Dezember 2012 eröffnete nach einjährigem Umbau ein Vapiano-Restaurant in dem Gebäude.